# Интендант (королевство Франция)
Интендант (фр. intendant) — чиновник в дореволюционной Франции, которому поручалась какая-либо отрасль управления:
- 1) судебный, полицейский, финансовый, военный и пр. интендант королевства;
- 2) интендант провинций, или провинциальный интендант, — чиновник, которому были подчинены финансы какой-либо провинции; с конца XVI века интенданты захватили в свои руки всё управление, оставив лишь номинальную власть титулованным губернаторам. Префекты, заменившие интендантов старого режима, унаследовали от них большую часть их обширных полномочий.[1]

## Примеры должностей
В старой Франции существовали следующие должности, именовавшиеся «интендант»:
- судебный интендант (intendant de justice);
- полицейский интендант (intendant de police);
- интендант финансов[фр.] (intendant des finances) — с 1552; в 1561 году была введена руководящая должность — суперинтенданта финансов;
- главный интендант при дворе — с 1581;
- интендант построек (intendant des bâtiments);
- интендант морского флота[фр.] (Intendant des armées navales) — с 1627;
- интендант королевских развлечений (intendant des menus plaisirs);
- интендант цивильного листа Короны (то есть, королевского бюджета);
- интендант войска короля (intendant des armées du Roi);
- интендант почт (intendant des postes).

## Интенданты провинций
Наиболее важное значение при старом режиме во Франции имели интенданты провинций (Intendants et Commissaires départis par sa Majesté dans les Provinces et Généralités du Royaume), впервые появившиеся во второй половине XVI века. Институт королевских интендантов в провинциях был введён Ришельё и укрепился в последующий период. Ришельё посылал в провинции контролировать губернаторов особых королевских комиссаров, выбирая на эти должности людей из мелкого дворянства или горожан. Из временных комиссаров возникла постоянная должность интендантов.
Подчинённые лишь центральной власти, интенданты, вербовавшиеся преимущественно из средних классов общества, были неограниченными повелителями своих провинций; в их руках сосредоточивалось всё судебное, финансовое, полицейское, отчасти даже военное управление. Рядом с интендантами губернаторы, назначавшиеся из титулованного дворянства, смотревшего на эту должность как на синекуру, не имели никакого значения. В провинции интендант, по выражению Токвиля, был «единственным исполнителем всякой правительственной воли». Их широкие полномочия превосходили полномочия провинциальных губернаторов и парламентов (судов), и их функции во многом дублировали функции последних (налоги и финансы, внутренняя политика, судопроизводство и т. д.). Известный финансист англичанин Лоу был изумлён этой особенностью французской системы управления: «Никогда бы не поверил в то, что видел сам, будучи контролёром финансов. Знайте же, что французское королевство управляется тридцатью интендантами. У вас нет ни парламента, ни штатов, ни наместников; есть только тридцать стряпчих, разосланных по провинциям, от которых и зависит счастье или несчастье этих провинций, их изобилие или бесплодие».

## Наиболее выдающиеся интенданты
В хронологическом порядке их интендантства
XVII век
- Бегон, Мишель (1638—1710) — интендант французских колоний в Карибском море (1682); интендант флота в Марселе (1685), Рошфоре (1688) и Ла-Рошели; его именем названо растение бегония.
- Фуке, Николя (1615—1680) — последний суперинтендант финансов (1653—1661), владелец дворца Во-ле-Виконт.
- Талон, Жан (1626—1694) — первый интендант Новой Франции, французской колонии в Северной Америке (1665—1668).
- Ле Бре де Флакур, Пьер-Карден – интендант Лиможа, Гренобля, Лиона и Прованса (1682–1704).

XVIII век
- Монтион, Антуан Оже де (1733—1820) — интендант провинций; основатель премии его имени, до сих пор присуждаемой Французской академией.
- Тюрго, Анн Робер Жак (1727—1781) — интендант в Лиможе (1761); один из основоположников экономического либерализма.
- Калонн, Шарль Александр (1734—1802) — интендантом в Меце (1766) и в Лилле (1778), будущий министр финансов (1783—1787).
- Бертран де Мольвиль, Антуан Франсуа де[фр.] (1744—1818) — интендант в Бретани (1784—1789), впоследствии морской министр.
- Барбе-Марбуа, Франсуа (1745—1837) — интендант в Санто-Доминго (1785), глава счётной палаты при Наполеоне и пэр Франции.